# Koesimanse
De koesimanse (Crossarchus obscurus) is een roofdier uit de familie van mangoesten (Herpestidae). Ze leven in het westen van Afrika. Ze leven onder de 1000 meter hoogte. Ze hebben een gemiddelde lengte van 51 cm, met een relatief korte staart van 15-21 cm. Ze wegen gemiddeld 790 gram. Ze hebben een donkerbruine kleur vacht. Na een draagtijd van 8 weken worden 2-4 jongen geboren. De levensduur is in gevangenschap ongeveer 9 jaar, het is onbekend hoelang ze in het wild leven. Ze eten insecten, larven, kleine reptielen, krabben, fruit en bessen. Ze leven in groepen van 10-24 dieren.